# Billa Joe
Billa Joe (* 1996 in Soest als Billy-Joe Basaulua) ist ein deutscher Rapper.

## Leben
Billy-Joe Basaulua ist der Sohn eines Kongolesen und einer Italienerin. Seine Großeltern betrieben eine Eisdiele. Er wuchs in Soest auf, zog dann nach Düsseldorf und später nach Mönchengladbach. Frühe Einflüsse kamen aus der kongolesischen Musik seines Vaters. Er machte das Abitur und schrieb sich an der Universität ein, verfolgte aber zu dieser Zeit das Ziel, mit der Musik sein Geld zu verdienen.
2017 veröffentlichte er seine erste selbstproduzierte EP Oniwa. 2020 veröffentlichte er die gemeinsame EP Andere Hitze mit RXCA. Er schloss sich der Scorpion Gang an, die von Summer Cem gegründet wurde. 2021 veröffentlichte er zusammen mit seinen Gang-Kollegen den Sampler Scorpion to Society.Erste Charterfolge erreichte er ab 2021 an der Seite von Summer Cem. 2022 erschien sein erstes Mixtape Traplife Balance, das Platz 63 der deutschen Charts erreichte.
2024 erschien sein Album LongStoryShort, mit dem er Platz 9 der deutschen Albencharts erreichte.

## Diskografie

### Alben
| Jahr | Titel Musiklabel                       | Höchstplatzierung, Gesamtwochen, AuszeichnungChartplatzierungen (Jahr, Titel, Musiklabel, Platzierungen, Wochen, Auszeichnungen, Anmerkungen) | Höchstplatzierung, Gesamtwochen, AuszeichnungChartplatzierungen (Jahr, Titel, Musiklabel, Platzierungen, Wochen, Auszeichnungen, Anmerkungen) | Höchstplatzierung, Gesamtwochen, AuszeichnungChartplatzierungen (Jahr, Titel, Musiklabel, Platzierungen, Wochen, Auszeichnungen, Anmerkungen) | Anmerkungen                         |
| Jahr | Titel Musiklabel                       | DE | AT | CH | Anmerkungen                         |
| ---- | -------------------------------------- | --- | --- | --- | ----------------------------------- |
| 2024 | LongStoryShort OG Scrpngang/Sony Music | DE9 (2 Wo.)DE | AT26 (1 Wo.)AT | CH15 (1 Wo.)CH | Erstveröffentlichung: 22. März 2024 |

### Mixtapes
| Jahr | Titel Musiklabel                         | Höchstplatzierung, Gesamtwochen, AuszeichnungChartsChartplatzierungen (Jahr, Titel, Musiklabel, Platzierungen, Wochen, Auszeichnungen, Anmerkungen) | Anmerkungen                        |
| Jahr | Titel Musiklabel                         | DE | Anmerkungen                        |
| ---- | ---------------------------------------- | --- | ---------------------------------- |
| 2022 | Traplife Balance OG Scrpngang/Sony Music | DE63 (1 Wo.)DE | Erstveröffentlichung: 13. Mai 2022 |

Weitere Mixtapes
- 2023: Provocateur (Deluxe)

### Kollaboalben
| Jahr | Titel Musiklabel                             | Höchstplatzierung, Gesamtwochen, AuszeichnungChartsChartplatzierungen (Jahr, Titel, Musiklabel, Platzierungen, Wochen, Auszeichnungen, Anmerkungen) | Anmerkungen                                              |
| Jahr | Titel Musiklabel                             | DE | Anmerkungen                                              |
| ---- | -------------------------------------------- | --- | -------------------------------------------------------- |
| 2021 | Scorpion to Society OG Scrpngang/Gold League | DE96 (1 Wo.)DE | Erstveröffentlichung: 15. Oktober 2021 als Scorpion Gang |
| 2024 | Strictly Business OG Scrpngang/Gold League   | DE48 (2 Wo.)DE | Erstveröffentlichung: 7. Juni 2024 mit Faroon            |

Weitere Kollaboalben
- 2020: Andere Hitze (EP mit RXCA, Greatness Music)

### Singles
| Jahr | Titel Album                       | Höchstplatzierung, Gesamtwochen, AuszeichnungChartplatzierungen (Jahr, Titel, Album, Platzierungen, Wochen, Auszeichnungen, Anmerkungen) | Höchstplatzierung, Gesamtwochen, AuszeichnungChartplatzierungen (Jahr, Titel, Album, Platzierungen, Wochen, Auszeichnungen, Anmerkungen) | Höchstplatzierung, Gesamtwochen, AuszeichnungChartplatzierungen (Jahr, Titel, Album, Platzierungen, Wochen, Auszeichnungen, Anmerkungen) | Anmerkungen                                                             |
| Jahr | Titel Album                       | DE | AT | CH | Anmerkungen                                                             |
| --- | --------------------------------- | --- | --- | --- | ----------------------------------------------------------------------- |
| 2021 | Schütt es ein Scorpion to Society | DE91 (1 Wo.)DE | — | — | Erstveröffentlichung: 6. Juni 2021 mit Summer Cem                       |
| 2021 | Friendships Scorpion to Society   | DE55 (1 Wo.)DE | — | — | Erstveröffentlichung: 13. August 2021 mit Summer Cem                    |
| 2021 | Ice Cubes Scorpion to Society     | DE60 (1 Wo.)DE | — | — | Erstveröffentlichung: 1. Oktober 2021 mit Summer Cem, Kozikoza & Faroon |
| 2022 | Paris Traplife Balance            | DE33 (1 Wo.)DE | AT68 (1 Wo.)AT | CH70 (1 Wo.)CH | Erstveröffentlichung: 13. Mai 2022 mit Reezy feat. Luciano              |
| 2024 | Business Straight LongStoryShort  | DE5 (5 Wo.)DE | AT19 (3 Wo.)AT | CH28 (2 Wo.)CH | Erstveröffentlichung: 19. Januar 2024 mit Faroon                        |
| 2024 | Hayat LongStoryShort              | DE33 (1 Wo.)DE | — | CH65 (1 Wo.)CH | Erstveröffentlichung: 1. März 2024 mit Nimo                             |
| 2024 | Fauxpas LongStoryShort            | DE99 (1 Wo.)DE | — | — | Erstveröffentlichung: 15. März 2024 mit Summer Cem & AJ Tracey          |
| 2024 | Need U Strictly Business          | DE— aDE | — | — | Erstveröffentlichung: 17. Mai 2024 mit Faroon                           |
| 2024 | HaHa! –                           | DE— bDE | — | — | Erstveröffentlichung: 20. September 2024 mit Summer Cem                 |
| 2024 | Murakami –                        | DE8 (… Wo.)DE | AT17 (3 Wo.)AT | CH23 (3 Wo.)CH | Erstveröffentlichung: 8. November 2024 mit Summer Cem                   |
| 2025 | Don’t Judge –                     | DE31 (… Wo.)DE | — | — | Erstveröffentlichung: 1. August 2025 feat. Shindy                       |
| Folgende Lieder erschienen nicht als Single, wurden aber durch das Album zum Download und Streaming bereitgestellt und konnten somit eine Platzierung erlangen: |                                   | | | |                                                                         |
| |                                   | | | |                                                                         |
| 2024 | Stores Strictly Business          | DE— cDE | — | — | Erstveröffentlichung: Charteinstieg: 14. Juni 2024 mit Faroon           |

Weitere Singles
- 2020: Keine Luft (mit RXCA)
- 2020: 180 Grad (mit RXCA)
- 2022: NRW
- 2022: Tiffany (mit OGT)
- 2022: Inner Peace (mit Miksu/Macloud)
- 2022: 100x (mit Vøgue)
- 2022: Wieder zurück (mit Vøgue)
- 2022: Soho (mit Vøgue & Dardan)
- 2022: Rush Hour (mit Vøgue)
- 2023: Cool Down (mit Geenaro & Ghana Beatz)
- 2023: Jeremy Fragrance (mit Geenaro & Ghana Beatz)
- 2023: Emotions (mit Summer Cem, Geenaro & Ghana Beatz)
- 2023: Miles & Flights (feat. Faroon, Geenaro & Ghana Beatz)
- 2023: Spring Break (mit Murda & Vøgue)
- 2023: lightskin (feat. Melez, Geenaro & Ghana Beatz)
- 2023: Ousside
- 2023: Agassi
- 2024: Smash
- 2024: Speed (mit Geenaro & Ghana Beats)

### Als Gastmusiker
| Jahr | Titel Album                          | Höchstplatzierung, Gesamtwochen, AuszeichnungChartplatzierungen (Jahr, Titel, Album, Platzierungen, Wochen, Auszeichnungen, Anmerkungen) | Höchstplatzierung, Gesamtwochen, AuszeichnungChartplatzierungen (Jahr, Titel, Album, Platzierungen, Wochen, Auszeichnungen, Anmerkungen) | Höchstplatzierung, Gesamtwochen, AuszeichnungChartplatzierungen (Jahr, Titel, Album, Platzierungen, Wochen, Auszeichnungen, Anmerkungen) | Anmerkungen                                                                              |
| Jahr | Titel Album                          | DE | AT | CH | Anmerkungen                                                                              |
| ---- | ------------------------------------ | --- | --- | --- | ---------------------------------------------------------------------------------------- |
| 2021 | Dollars & Isyans Scorpion to Society | DE42 (1 Wo.)DE | AT71 (1 Wo.)AT | CH81 (1 Wo.)CH | Erstveröffentlichung: 15. Oktober 2021 Scorpion Gang, Summer Cem & Reezy feat. Billa Joe |
| 2024 | Stop & Go Siki Jackson               | DE20 (2 Wo.)DE | AT45 (1 Wo.)AT | CH70 (1 Wo.)CH | Erstveröffentlichung: 13. Mai 2022 Summer Cem feat. Billa Joe                            |

Weitere Singles
- 2020: Lipgloss (T-flex & Amorok feat. Billa Joe)
- 2022: Weekend (DJ Jeezy mit Faroon, Billa Joe & OGT)
- 2023: On da $hit (Marlo feat. Billa Joe)